# Quentin Lee
Quentin Lee is een homoseksueel Chinees-Canadees filmregisseur en -schrijver.

## Carrière
Lee immigreerde vanuit Hongkong naar Montreal op zestienjarige leeftijd. Hij studeerde aan de UCB in Berkeley, de Yale Universiteit en de UCLA in Los Angeles voor, respectievelijk, zijn Bachelor of Arts in Engels, zijn Master of Arts in Engels en zijn Master of Fine Arts in filmregie.
Een paar van zijn bekendste films zijn Ethan Mao (2004), Drift (2000), Flow (1996), en de korte film To Ride a Cow uit 1993. Lee regisseerde ook Shopping For Fangs (1997) samen met Justin Lin, beter bekend als de regisseur van de controversiële film Better Luck Tomorrow (2002).
Bij het Vancouver Asian Film Festival van 2012 was zijn film White Frog de laatste die op het doek kwam. De film startte een discussie over identiteit onder de Aziatische gemeenschap van Vancouver.
- Bibliothèque nationale de France: cb15681799m (data)
- International Standard Name Identifier: 0000 0000 0155 759X
- Library of Congress Control Number: nr99034830
- Virtual International Authority File: 64149294423480522791